# 薛祥
薛祥（？—1381年），字彥祥，安徽無為人。明朝政治人物、工部尚书。
其早年跟从俞通海归降朱元璋，后為水寨管軍鎮撫，屡次立功。洪武元年，招降河南反叛。朱元璋任其为京畿都漕運使，分管淮安。其在任上大兴築堤，修建自扬州到济南数百里的运河。后山陽、海州民亂，驸马黃琛捕治，后薛祥会审释放了很多无辜民众。其治理淮河八年，得到百姓爱戴，当其考满回京述职，百姓纷纷烧香祝愿其回来，或立肖像祭祀。
洪武八年，授工部尚書，负责监造凤阳宫殿。次年，朱元璋改行省為承宣佈政司，薛祥任北平布政司，治行稱第一。后为胡惟庸所厌恶，以其营造建筑扰民，而贬为知嘉興府。胡惟庸案爆发后，胡被诛杀，薛祥恢复工部尚書。朱元璋问其：“讒臣害汝，何不言？」”。對曰：「臣不知也。」次年，薛祥因连坐被杖死。其子四人被贬瓊州。